# Пагода Шведагон
Па́года Шведагон (бирм. ရွှေတိဂုံစေတီတော်) — 98-метровая позолоченная ступа в Янгоне, Мьянма. Название происходит от «Shwe» (бирм. золото) и «Dagon» — древнего названия Янгона. 
Самая почитаемая в Бирме пагода, по преданию содержит реликвии четырёх предыдущих Будд нынешней кальпы: посох Какусандхи (англ.), водяной фильтр Конагаманы (англ.), часть туники Кассапы (англ.) и восемь волос Гаутамы. 
Согласно легендарным сведениям основана около 2500 лет назад, а её высота достигала 20 метров. Из письменных источников известно, что в конце XIV века осуществлялся ремонт сооружения. Как и многие другие бирманские ступы после землетрясений и пожаров восстанавливалась, после ремонта увеличиваясь в размерах. В 1931 году серьёзно пострадала от последствий крупного пожара, уничтожившего двадцать построек, которые впоследствии были отстроены.

Пагода не раз становилась объектом притязаний иноземных захватчиков. 
Так, в 1608 году войска португальского авантюриста Филипе де Бриту-э-Никоте разграбили её и выкрали трёхсоттонный колокол Дхаммазеди, инкрустированный драгоценностями. Колокол затонул на глубине десяти метров в илистом дне реки Янгон и с тех пор считается утраченным. 

В 1825 году уже британцы пытались вывезти из Бирмы другой колокол, размещавшийся в Шведагоне — Сингумин (англ.), весящий 23 тонны. Однако лодка, на которой его пытались доставить в Калькутту, не выдержала веса колокола, и тот тоже затонул. В результате, англичане пообещали оставить Сингумин бирманцам, если те смогут поднять колокол со дна. Местные жители, просунув под колокол бамбуковые бревна, добились того, что он всплыл самостоятельно.